# Pony-Monark
Pony-Monark is een historisch merk van motorfietsen.
Dit was een Japans merk dat vanaf 1951 147cc kopkleppers en later ook tweetakten van 123- tot 247 cc bouwde. Tussen 1961 en 1965 eindigde de productie.